# Pere Mauri Aragonès
Pere Mauri Aragonès (Reus, 7 de juliol de 1830 - París, 24 de setembre de 1906) va ser un ballarí i coreògraf català, pare de la ballarina Roseta Mauri.
El seu pare era un teixidor de la Pobla de Segur casat amb una noia de Riudecols, que s'instal·là a Reus cap el 1825. Se sap que quan Pere Mauri era adolescent es va absentar de casa, i es deia que havia marxat amb una família nòmada. Amb 17 anys es va casar amb Carme Amada Segura, de Palma, i van ser pares de quatre fills. La filla gran, Rosa, va ser la dansarina de fama internacional. El 1848, Pere Mauri formava part del cos de ball del Liceu, junt amb Joan Camprubí, coreògraf també reusenc amb el que tenia una bona amistat. Després va formar part de la "Compañía de Baile Nacional" de Manuela Garcia i Joan Camprubí, amb els que va recórrer les principals ciutats de l'estat espanyol. Va veure ben aviat les qualitats per la dansa de la seva filla Rosa, i, encara que la seva mare no volia que la noia es dediqués a l'escenari, va fer-li de professor de dansa, inculcant-li disciplina i treball constant. Quan el prestigiós coreògraf i ballarí belga Henri Dervine va actuar al Liceu, Pere Mauri va aconseguir que la seva filla fos deixeble d'ell. Quan no treballava com a ballarí, Pere Mauri feia d'actor en companyies dramàtiques i de comèdia. El 1858 actuava al Teatre Principal de Barcelona, el 1860 al Teatre de les Comèdies de Reus fent sarsuela, el 1861 actuava a Vilanova i la Geltrú, i el 1866 una altra vegada a Barcelona, al Teatre Principal i a d'altres. A la primera època d'actuacions de la seva filla li feia de representant. Emmalaltí cap al 1889 i el 1892 es retirà a Reus un temps per refer la seva salut. Va morir a París i per voluntat de la seva filla les seves restes són a una tomba familiar al cementiri de Montparnasse.